# Уряд Вітольда Фокіна
Уряд Вітольда Фокіна — перший склад Кабінету Міністрів Української РСР і України, що працював з квітня–травня 1991 року до жовтня 1992 року.
Кабінет Міністрів УРСР (потім України) був утворений на заміну Раді Міністрів УРСР разом із посадою Премʼєр-міністра УРСР (потім України). Першим премʼєр-міністром став тодішній Голова Ради Міністрів Вітольд Фокін, який сформував і очолив перший склад Кабінету Міністрів.
Після відставки Фокіна з посади, новим премʼєр-міністром став Леонід Кучма, що очолив новий склад уряду.

## Історія
18 квітня 1991 року Верховна Рада УРСР 12-го скликання прийняла закон № 980-XII, яким утворила Кабінет Міністрів, що мав замінити Раду Міністрів УРСР. Новий орган мав складатися з Прем'єр-міністра, Першого віце-прем'єра, віце-прем'єра, державного секретаря Кабінету Міністрів, державних міністрів і міністрів Української РСР. Водночас точну кількість міністерств було вирішено визначити пізніше. Також Рада Міністрів зберігала свої повноваження до затвердження персонального складу Кабінету Міністрів.
У той же день Верховна Рада призначила Премʼєр-міністром діючого Голову Ради Міністрів Вітольда Фокіна і доручила йому надати пропозиції про персональний склад Кабінету Міністрів.
13 травня 1991 року Верховна Рада затвердила перелік із 22 міністерств в УРСР, і також включила Голову Комітету державної безпеки УРСР до складу Кабінету Міністрів.
21 травня 1991 року Верховна Рада внесла зміни до Конституції УРСР, якими остаточно визначила Кабінет Міністрів найвищим органом державного управління Української РСР. У той же день Верховна Рада призначила:
- Костянтина Масика — Першим віце-Прем'єр-міністром,[10]
- Олександра Масельського — Віце-Прем'єр-міністром,[11]
- Анатолія Мінченка — Державним міністром — Міністром у справах економіки,[12]
- Віктора Антонова — Державним міністром з питань оборонного комплексу і конверсії,[13]
- Олександра Ткаченка — Державним міністром з питань аграрної політики і продовольства — Міністром сільського господарства,[14]
- Володимира Пєхоту — Державним секретарем Кабінету Міністрів.[15]

5–6 червня 1991 року Верховна Рада призначила на посади низку інших міністрів (див. список далі).
5 липня 1991 року Верховна Рада заснувала посаду Президента Української РСР (пізніше України), який мав стати головою системи державного управління (виконавчої влади), і якому мав підпорядковуватися Кабінет Міністрів. Зокрема, тепер президент мав пропонувати Верховній Раді кандидатуру Прем'єр-міністра, а також за погодженням з Радою призначати Державного міністра з питань оборони, національної безпеки і надвзичайних ситуацій, Міністра внутрішніх справ, Міністра закордонних справ, Міністра фінансів, Міністра юстиції та Голову Комітету державної безпеки. Решту членів Кабінету Міністрів президент мав призначати і звільняти особисто за поданням Прем'єр-міністра. До вступу на посаду президента, його повноваження мали виконувати ті ж органи, що і раніше.
24 серпня 1991 року Верховна Рада проголосила незалежність України і одразу почала вживати термін «Кабінет Міністрів України» замість «Кабінет Міністрів Української РСР». 17 вересня до Конституції України були внесені відповідні зміни — ними скрізь змінено вживання слів «Українська РСР» на «Україна».
Також 24 серпня Верховна Рада утворила Міністерство оборони України і наділила Голову Верховної Ради додатковими поноваженнями до обрання Президента України, зокрема правом зупиняти постанови і розпорядження Кабінету Міністрів та інших актів виконавчої влади у разі їх невідповідності Конституції України.
3 вересня 1991 року Верховна Рада призначила Міністром оборони Костянтина Морозова.
1 грудня 1991 року першим Президентом України було обрано Леоніда Кравчука, якив вступив на посаду після своєї інавгурації, що відбулася 5 грудня 1991 року.
З початку 1992 року уряд Фокіна ввів в обіг купоно-карбованець і став на шлях «шокової терапії» в економіці України, проголосивши лібералізацію ринкової торгівлі та повну свободу ринкових цін, за винятком цін на деякі товари. Однак відсутність кроків для створення механізмів ринкової економіки і приватизації, а також збереження широкого державного контролю поглибили економічну кризу, викликали значне зростання цін і різке погіршення життєвого рівня більшості населення.
7 лютого 1992 року Верховна Рада України визначила незадовільною діяльність Уряду і надала право Президенту України визначати структуру Уряду та рекомендувала йому протягом 10-ти днів сформувати новий склад Уряду.
25 лютого 1992 року Президент України Леонід Кравчук увів до складу Кабінету Міністрів України додаткові посади Віце-прем'єр-міністра України та Міністра Кабінету Міністрів України, а також Голову правління Фонду державного майна України. Тим же указом Кравчук скасував інститут державних міністрів України і реорганізував частину міністерств. Так в уряді стало 26 міністерств.
7 липня 1992 року Верховна Рада України висловила недовіру Кабінету Міністрів України та запропонувала президенту затвердити новий склад Уряду. Серед причин недовіри були зазначені небажання конструктивної взаємодії з парламентом та «демарш», вчинений Урядом на сесії Верховної Ради 3 липня.
1 жовтня 1992 року Верховна Рада погодила пропозицію президента Кравчука про відставку Фокіна з посади премʼєр-міністра у звʼязку з його виходом на пенсію і висловила недовіру усьому складу Кабінету Міністрів, що відповідно до діючої конституції означало відставку Уряду. Водночас Верховна Рада запропонувала президенту доручити членам нинішнього складу Кабінету Міністрів виконувати обов'язки до призначення нового складу Уряду, а виконання обов'язків премʼєр-міністра покласти на одного з віце-прем'єр-міністрів.
2 жовтня 1992 року президент Кравчук призначив Першого Віце-прем'єр-міністра Валентина Симоненка виконуючим обов'язки Прем'єр-міністра і доручив членам Кабінету Міністрів України продовжувати виконувати свої обов'язки до утворення нового складу Кабінету Міністрів України.
12 жовтня 1992 року Леонід Кравчук запропонував посаду премʼєр-міністра народному депутату і директору заводу «Південмаш» Леоніду Кучмі. Наступного дня 13 жовтня Кучма представив у парламенті програму своєї діяльності, після чого Верховна Рада затвердила його новим Премʼєр-міністром України. Подання Президента підтримали 316 народних депутатів.
27 жовтня 1992 року Верховна Рада затвердила поданий президентом Кравчуком та премʼєр-міністром Кучмою персональний склад нового уряду. Водночас 21 з 33 міністрів зберіг свою посаду з попереднього уряду.

## Склад Кабінету Міністрів
Члени уряду розташовані у списку в хронологічному порядку відповідно дати їх призначення або включення до складу уряду. 
- Фокін Вітольд Павлович — Прем'єр-міністр Української РСР (18 квітня 1991 р., № 984-XII — 1 жовтня 1992 р., № 2652-XII)
- Голушко Микола Михайлович — Голова Комітету державної безпеки Української РСР (призначений Постановою Верховної Ради Українською РСР від 26 липня 1990 р. № 76-XII; Постановою Верховної Ради Українською РСР від 13 травня 1991 р. № 1030а-XII Голова Комітету державної безпеки Української РСР включений до складу Кабінету Міністрів Української РСР; Постановою Верховної Ради України від 20 вересня 1991 р. № 1581-XII Комітет державної безпеки України скасований, утворена Служба національної безпеки України. Постановою Верховної Ради України від 20 вересня 1991 р. № 1582-XII тимчасове виконання обов'язків Голови Служби національної безпеки України покладене на Голушка М.М.)
- Масик Костянтин Іванович — Перший віце-прем'єр-міністр Української РСР (з 21 травня 1991 р., № 1050-XII)
- Масельський Олександр Степанович — Віце-прем'єр-міністр Української РСР (21 травня 1991 р., № 1051-XII — 29 жовтня 1991 р., № 1728-XII) (з питань сільського господарства)
- Мінченко Анатолій Каленикович — Державний міністр — Міністр у справах економіки Української РСР (21 травня 1991 р., № 1052-XII — Указом Президента України від 25 лютого 1992 р. № 98 інститут державних міністрів України скасований), Міністр державних ресурсів України (29 лютого 1992 р., № 114 — Указом Президента України від 13 листопада 1992 р. № 566/92 Міністерство державних ресурсів України скасоване)
- Антонов Віктор Іванович — Державний міністр з питань оборонного комплексу і конверсії Української РСР (21 травня 1991 р., № 1053-XII — Указом Президента України від 25 лютого 1992 р. № 98 інститут державних міністрів України скасований), Міністр машинобудування, військово-промислового комплексу і конверсії України (з 25 лютого 1992 р., № 106)
- Ткаченко Олександр Миколайович — Державний міністр з питань аграрної політики і продовольства Української РСР — Міністр сільського господарства Української РСР (21 травня 1991 р., № 1054-XII — Указом Президента України від 25 лютого 1992 р. № 98 інститут державних міністрів України і Міністерство сільського господарства України скасовані. Указом Президента України від 20 липня 1993 р. № 271/93 постановлено вважати датою звільнення Ткаченка від посади Державного міністра з питань аграрної політики і продовольства України — Міністра сільського господарства України 29 лютого 1992 р. — дату призначення Ткачука В. М. Міністром сільського господарства і продовольства України)
- Пєхота Володимир Юлійович — Державний секретар Кабінету Міністрів Української РСР (з 21 травня 1991 р., № 1055-XII), Міністр Кабінету Міністрів України (26 лютого 1992 р., № 109 — 16 жовтня 1992 р., № 499/92)
- Борисовський Володимир Захарович — Державний міністр з питань інвестиційної політики і будівельного комплексу Української РСР (5 червня 1991 р., № 1145-XII — Указом Президента України від 25 лютого 1992 р. № 98 інститут державних міністрів України скасований), Міністр інвестицій і будівництва України (25 лютого 1992 р., № 105 — 30 грудня 1992 р., № 640/92)
- Гладуш Віктор Дмитрович — Державний міністр з питань промисловості і транспорту Української РСР (5 червня 1991 р., № 1146-XII — Указом Президента України від 25 лютого 1992 р. № 98 інститут державних міністрів України скасований), Міністр промисловості України (29 лютого 1992 р., № 116 — 28 вересня 1992 р., № 487/92)
- Лановий Володимир Тимофійович — Державний міністр з питань власності і підприємництва Української РСР (5 червня 1991 р., № 1147-XII — Указом Президента України від 25 лютого 1992 р. № 98 інститут державних міністрів України скасований), Міністр економіки України (з 5 березня 1992 р., № 2166-XII), Віце-прем'єр-міністр України, Міністр економіки України (6 березня 1992 р., № 129 — 11 липня 1992 р., № 366/92)
- Марчук Євген Кирилович — Державний міністр з питань оборони, національної безпеки і надзвичайних ситуацій Української РСР (5 червня 1991 р., № 1148-XII — Указом Президента України від 25 лютого 1992 р. № 98 інститут державних міністрів України скасований), Голова Служби національної безпеки України (призначений Постановою Верховної Ради України від 6 листопада 1991 р. № 1794- XII). Законом України від 14 лютого 1992 р. № 2113-XII Голова Служба безпеки України включений до складу Кабінету Міністрів України)
- Бойко Віталій Федорович — Міністр юстиції Української РСР (5 червня 1991 р., № 1149-XII — 20 березня 1992 р., № 173)
- Василишин Андрій Володимирович — Міністр внутрішніх справ Української РСР (з 5 червня 1991 р., № 1150-XII)
- Коваленко Олександр Миколайович — Міністр фінансів Української РСР (5 червня 1991 р., № 1151-XII — 29 жовтня 1991 р., № 1729-XII)
- Слєпічев Олег Іванович — Міністр торгівлі Українською РСР(5 червня 1991 р., № 1152-XII — 31 грудня 1991 р. Указом Президента України від 31 грудня 1991 р. № 21 Міністром торгівлі України призначений Тимофєєв В.С.), віце-прем'єр-міністр України (з 25 грудня 1991 р., № 15)
- Спіженко Юрій Прокопович — Міністр охорони здоров'я Української РСР (з 5 червня 1991 р., № 1153-XII)
- Борзов Валерій Пилипович — Міністр у справах молоді і спорту Української РСР (з 6 червня 1991 р., № 1154-XII)
- Самоплавський Валерій Іванович — Міністр лісового господарства Української РСР (з 6 червня 1991 р., № 1155-XII)
- Зленко Анатолій Максимович — Міністр закордонних справ Української РСР (з 6 червня 1991 р., № 1156-XII)
- Скляров Віталій Федорович — Міністр енергетики і електрифікації Української РСР (з 6 червня 1991 р., № 1157-XII)
- Борисенко Микола Іванович — Міністр статистики Української РСР (з 6 червня 1991 р., № 1158-XII)
- Зязюн Іван Андрійович — Міністр народної освіти Української РСР (6 червня 1991 р., № 1159-XII — Указом Президента України від 12 грудня 1991 р. № 2 Міністерство народної освіти України скасоване)
- Хоролець Лариса Іванівна — Міністр культури Української РСР (6 червня 1991 р., № 1160-XII — 17 листопада 1992 р., № 568/92)
- Готовчиць Георгій Олександрович — Міністр у справах захисту населення від наслідків аварії на Чорнобильській АЕС Української РСР (з 6 червня 1991 р., № 1161-XII)
- Щербак Юрій Миколайович — Міністр охорони природного довкілля Української РСР(19 червня 1991 р., № 1210-XII — 16 жовтня 1992 р., № 496/92)
- Сальников Віктор Григорович — Міністр у справах роздержавлення власності і демонополізації виробництва Української РСР (19 червня 1991 р., № 1211-XII — 20 березня 1992 р., № 175)
- Кравченко Валерій Олександрович — Міністр зовнішньоекономічних зв'язків Української РСР (19 червня 1991 р., № 1212-XII — Указом Президента України від 25 лютого 1992 р. № 98 Міністерство зовнішньоекономічних зв'язків України скасоване)
- Морозов Костянтин Петрович — Міністр оборони України (з 3 вересня 1991 р., № 1473-XII)
- Єршов Аркадій Віталійович — Міністр соціального забезпечення України (з 17 вересня 1991 р., № 1555-XII)
- П'ятаченко Григорій Олександрович — Міністр фінансів України (з 23 жовтня 1991 р., № 1695-XII)
- Каскевич Михайло Григорович — Міністр праці України (з 29 жовтня 1991 р., № 1727-XII)
- Таланчук Петро Михайлович — Міністр освіти України (з 12 грудня 1991 р., № 2)
- Тимофєєв Володимир Сергійович — Міністр торгівлі України (31 грудня 1991 р., № 21 — Указом Президента України від 25 лютого 1992 р. № 98 Міністерство торгівлі України скасоване)
- Коваль Олексій Михайлович — Голова Державного митного комітету України (призначений Указом Президента України від 11 грудня 1991 р. № 1; Законом України від 14 лютого 1992 р. № 2113-XII Голова Державного митного комітету України включений до складу Кабінету Міністрів України)
- Губенко Валерій Олександрович — Голова Державного комітету у справах охорони державного кордону України (призначений Указом Президента України від 25 грудня 1991 р. № 14; Законом України від 14 лютого 1992 р. № 2113-XII Голова Державного комітету у справах охорони державного кордону України включений до складу Кабінету Міністрів України)
- Прядко Володимир Володимирович — Голова правління Фонду державного майна України (призначений головою Правління Фонду державного майна Української РСР постановою Кабінету Міністрів Української РСР від 9 липня 1991 р. № 78; Указом Президента України від 25 лютого 1992 р. № 98 Голова правління Фонду державного майна України включений до складу Кабінету Міністрів України)
- Ситник Віктор Петрович — Віце-прем'єр-міністр України (з 25 лютого 1992 р., № 104)
- Ткачук Василь Михайлович — Міністр сільського господарства і продовольства України (29 лютого 1992 р., № 115 — 8 грудня 1992 р., № 597/92)
- Климпуш Орест Дмитрович — Міністр транспорту України (з 20 березня 1992 р., № 172)
- Кампо Володимир Михайлович — Міністр юстиції України (з 20 березня 1992 р., № 173. Розпорядженням Президента України від 21 квітня 1992 р. № 67 дія Указу Президента України від 20 березня 1992 р. № 173 в частині призначення Міністром юстиції України Кампо призупинена до ухвалення відповідного рішення Верховною Радою України)
- Воронков Анатолій Миколайович — Міністр зовнішніх економічних зв'язків і торгівлі України (20 березня 1992 р., № 174 — Указом Президента України від 13 листопада 1992 р. № 566/92 Міністерство зовнішніх економічних зв'язків і торгівлі України скасоване)
- Шпек Роман Васильович - Міністр України у справах роздержавлення власності і демонополізації виробництва (20 березня 1992 р., № 175 — Указом Президента України від 13 листопада 1992 р. № 566/92 Міністерство України у справах роздержавлення власності і демонополізації виробництва скасоване)
- Проживальський Олег Петрович — Міністр зв'язку України (з 1 травня 1992 р., № 203)
- Симоненко Валентин Костянтинович — Перший Віце-прем'єр-міністр України (11 липня 1992 р., № 367/92 — 7 листопада 1992 р., № 550/92)
- Павловський Михайло Антонович — Міністр промисловості України (28 вересня 1992 р., № 487/92 — 27 жовтня 1992 р., № 532/92).

## Список затверджених міністерств

### 13 травня 1991 — 25 лютого 1992
13 травня 1991 року Верховна Рада затвердила перелік із 22 міністерств Української РСР:
1. Міністерство вищої освіти
2. Міністерство внутрішніх справ
3. Міністерство економіки
4. Міністерство енергетики і електрифікації
5. Міністерство закордонних справ
6. Міністерство у справах захисту населення від наслідків аварії на Чорнобильській АЕС
7. Міністерство зовнішньоекономічних зв'язків
8. Міністерство культури
9. Міністерство лісового господарства
10. Міністерство народної освіти
11. Міністерство у справах молоді і спорту
12. Міністерство охорони здоров'я
13. Міністерство охорони навколишнього природного середовища
14. Міністерство праці
15. Міністерство у справах роздержавлення власності і демонополізації виробництва
16. Міністерство сільського господарства
17. Міністерство соціального забезпечення
18. Міністерство статистики
19. Міністерство торгівлі
20. Міністерство транспорту
21. Міністерство фінансів
22. Міністерство юстиції

Після проголошення незалежності України 24 серпня 1991 року Верховна Рада України також утворила Міністерство оборони України.

### З 25 лютого 1992
25 лютого 1992 року Президент України Леонід Кравчук реорганізував частину міністерств і затвердив список з 26 міністерств України:
1. Міністерство внутрішніх справ України
2. Міністерство державних ресурсів України
3. Міністерство економіки України
4. Міністерство енергетики і електрифікації України
5. Міністерство закордонних справ України
6. Міністерство зв'язку України
7. Міністерство зовнішніх економічних зв'язків і торгівлі України
8. Міністерство інвестицій і будівництва України
9. Міністерство культури України
10. Міністерство лісового господарства України
11. Міністерство машинобудування, військово-промислового комплексу і конверсії України
12. Міністерство оборони України
13. Міністерство освіти України
14. Міністерство охорони здоров'я України
15. Міністерство охорони навколишнього природного середовища України
16. Міністерство праці України
17. Міністерство промисловості України
18. Міністерство сільського господарства і продовольства України
19. Міністерство соціального забезпечення України
20. Міністерство статистики України
21. Міністерство транспорту України
22. Міністерство України у справах захисту населення від наслідків аварії на Чорнобильській АЕС
23. Міністерство України у справах молоді і спорту
24. Міністерство України у справах роздержавлення власності і демонополізації виробництва
25. Міністерство фінансів України
26. Міністерство юстиції України